# Jonas Furrer
Pour les articles homonymes, voir Furrer.
 (mars 2019).
Si vous disposez d'ouvrages ou d'articles de référence ou si vous connaissez des sites web de qualité traitant du thème abordé ici, merci de compléter l'article en donnant les références utiles à sa vérifiabilité et en les liant à la section « Notes et références ».
Jonas Furrer, né le 3 mars 1805 à Winterthour et mort le 25 juillet 1861 à Bad Ragaz, est une personnalité politique suisse, membre du Parti radical-démocratique. Il fut le premier président de la Confédération suisse.

## Biographie
Fils d'un contremaître serrurier de Winterthour, il suit des études de droit aux universités de Zurich, d'Heidelberg et de Göttingen jusqu'en 1826, et devient juriste et bourgeois de Winterthour. Lors de ses études, il entre dans la société suisse des étudiants de Zofingue. Il devient avocat en 1832. En 1830, il est admis dans la franc-maçonnerie (loge Akazia de Winterthour) en 1844 il est nommé grand orateur de la Grande Loge suisse Alpina dont il est un membre fondateur.
En 1838, il reçoit le titre de Docteur honoris causa de l’université de Zurich.
Il meurt le 25 juillet 1861, à Bad Ragaz.

## Carrière politique
Sa carrière politique débute en 1834, il est nommé au Grand Conseil du canton de Zurich. En 1837, il fait partie du Conseil d’éducation (équivalent à une commission de nos jours) et il préside le Grand Conseil lors de la révolution de 1839. Exclu du pouvoir législatif, il parvient à réintégrer le Grand Conseil en 1842 et le préside à nouveau en 1844.
En 1845, il est nommé bourgmestre du canton et président de la Diète fédérale.
Lors de la crise du Sonderbund, entre 1846 et 1848, il occupe un poste de député à la Diète et fait partie de la commission désignée pour trouver une issue pacifique au conflit.
Après la guerre du Sonderbund, il est élu comme député au Conseil des États et participe activement à la rédaction de la nouvelle constitution fédérale en tant que président du conseil.
Le 16 novembre 1848, il est le premier à être élu comme membre du Conseil fédéral, obtenant 87 voix sur 132 possibles au premier tour. Il est élu président de la Confédération le même jour, obtenant 88 voix sur 131 au premier scrutin.
Il est réélu à quatre reprises (15 décembre 1851, 14 décembre 1854, 17 décembre 1857 et 13 décembre 1860[réf. souhaitée]), à chaque fois en premier. Il est président de la Confédération à quatre reprises : en 1848-1849, en 1852, en 1855 et en 1858 (élections le 16 novembre 1848, le 15 décembre 1851, le 14 décembre 1854 et le 17 décembre 1857[réf. souhaitée]). Lors de ces années-là, il dirige le Département politique. Politicien habile, il va réussir à justifier que la présence de soldats suisses dans des armées étrangères n’est pas incompatible avec la neutralité suisse, et mettre en place une politique d’asile en rassurant les pays voisins.
Durant les autres années de son mandat, soit en 1850-1851, en 1853-1854, en 1856-1857 et en 1859-1861, il dirige le Département de justice et police. Dans ce département, il va régler la question des apatrides, mettre en place une loi protégeant les couples de confession mixte et fonder la justice administrative qui régit les conflits de compétences entre la Confédération et les cantons.
Il meurt alors qu'il occupe toujours sa fonction de conseiller fédéral et a droit à des funérailles nationales. Son successeur, Jakob Dubs est élu le 30 juillet 1861.